# آنتونیو مولینا
آنتونیو مولینا (اسپانیایی: Antonio Molina‎؛ ۹ مارس ۱۹۲۸ – ۱۸ مارس ۱۹۹۲) بازیگر، هنرمند رقص و خواننده مشهور اهل اسپانیا بود.
از فیلم‌ها یا مجموعه‌های تلویزیونی که وی در آن‌ها نقش داشته است می‌توان به زنگ‌ها برای که به صدا در می‌آیند (۱۹۴۳) و «دختر خوان سیمون» (۱۹۵۷) اشاره نمود.